# Emma Coronel Aispuro
Emma Coronel Aispuro (ˈema koɾoˈne aisˈpuɾo; San Francisco, 3 luglio 1989) è una modella statunitense con cittadinanza messicana, moglie di Joaquín Guzmán detto "El Chapo", considerato il signore della droga più ricercato del Messico fino a quando non è stato imprigionato a vita. Nel febbraio 2021 è stata arrestata negli Stati Uniti all'aeroporto internazionale di Washington con l'accusa di cospirazione per l'importazione e la distribuzione illegale di droghe illegali, riciclaggio di denaro e transazioni commerciali con un importante trafficante di stupefacenti straniero designato ai sensi del Foreign Narcotics Kingpin Designation Act.  È anche accusata di aver aiutato il marito in una spettacolare fuga da un carcere di massima sicurezza messicano. Suo marito è fuggito l'11 luglio 2015 attraverso un tunnel di fuga di 1,5 chilometri, che terminava sotto la cabina doccia della sua cella. Si dice che lei abbia organizzato e finanziato l'operazione di fuga. Nel novembre 2021, Coronel è stata condannata a tre anni di carcere. A metà settembre 2023 è stata rilasciata anticipatamente dal carcere..
Nel settembre 2024 ha debuttato come modella alla Milano Fashion Week.

## Biografia
Emma Coronel Aispuro è nata vicino San Francisco, California, da Blanca Estela Aispuro e Ines Coronel Barreras, un allevatore di bestiame e complice di Guzmán, il quale è stato sanzionato dal Dipartimento del tesoro degli Stati Uniti d'America tramite una legge contro il narcotraffico. È cresciuta nel remoto villaggio di La Angostura a Durango con suo fratello, Inés Omar Coronel Aispuro, che fu arrestato nello stesso momento del padre.

### Carriera
Coronel ha partecipato al concorso di bellezza del Caffè e della Guava a Canelas, Durango. Ad ogni concorrente fu richiesto di organizzare una festa in onore della propria candidatura; Coronel la tenne per il giorno dell'epifania. Il giorno della festa, Joaquín "El Chapo" Guzmán, che aveva incontrato l'anno precedente, entrò in città accompagnato da centinaia di uomini armati e annunciò pubblicamente la sua intenzione di sposarla.
Quando Coronel vinse il concorso, Guzmán si presentò per festeggiare con tre bande musicali per celebrare l'incoronazione della futura moglie. Tuttavia, il suo regno come regina di bellezza durò poco, fino a quando si sposò con Guzmán, e a quel punto la corona passò alla seconda classificata.

### Vita privata
Coronel ha incontrato Guzmán nel 2006 durante una festa tenuta da suo padre. Si sposarono il 2 luglio 2007, in una cerimonia con pochi invitati circondata da guardie armate.
Nell'estate del 2012, Coronel si è recata a Lancaster, in California, per dare alla luce due gemelle presso l'Antelope Valley Hospital. Il nome di Guzmán fu lasciato fuori dai certificati di nascita dei bambini perché il Dipartimento di Stato degli Stati Uniti offriva una taglia di cinque milioni di dollari per la sua cattura.
In un'intervista del 2016 a Telemundo condotta dalla giornalista investigativa Anabel Hernández, Coronel ha affermato che la vita di suo marito era in pericolo e ha implorato la giustizia almeno per conto suo.